# Go Chuck Yourself
Go Chuck Yourself (издаден като Happy Live Surprise в Япония) е концертен албум на групата Sum 41, записан в Лондон, Онтарио през април 2005 г.
За първи път е представен на 21 декември 2005 г. в Япония и е опакован с бонус DVD с участието на 5 песни от шоуто. Американската и европейската версия е представена на 7 март 2006 г., без да е DVD.
Като концертен албум в него също е включена песента Grab The Devil By The Horns And Fuck Him Up The Ass, но тя е преименувана като Grab The Devil.

## Песни
1. The Hell Song 3:21
2. My Direction 2:21
3. Over My Head (Better Off Dead) 3:11
4. A.N.I.C. 0:43
5. Never Wake Up 1:08
6. We're All To Blame 3:44
7. There's No Solution 4:48
8. No Brains 4:32
9. Some Say 3:30
10. Welcome To Hell 4:26
11. Grab The Devil By The Horns And Fuck Him Up The Ass 1:14
12. Makes No Difference 5:46
13. Pieces 3:04
14. Motivation 3:47
15. Still Waiting 2:43
16. 88 5:35
17. No Reason 3:48
18. I Have A Question 0:32
19. Moron 2:28
20. Fat Lip 3:05
21. Pain For Pleasure 3:06